# Balčik
Balčik (in bulgaro Балчик?, in romeno Balcic) è una città costiera di 23 000 abitanti della Bulgaria nord-orientale, situata sul Mar Nero, nella parte meridionale della Dobrugia. Appartiene al distretto di Dobrič e dista 42 km da Varna.
La città prende il nome dal nobile guerriero medievale Balik, vissuto nella prima metà del XIV secolo, despota del Principato di Karvuna e fratello di Dobrotica, dal quale, a sua volta, prende il nome la città di Dobrič.
Ogni anno Balčik ospita uno degli eventi artistici multiculturali più importanti del paese, il Festival Internazionale di Cortometraggi "In the Palace", il cui evento principale ha sede nel Palazzo della città, originariamente residenza estiva della regina rumena Maria.

## Storia
Fondata quale antico insediamento Trace, fu in seguito colonizzata dagli Ioni e ribattezzata Krunoi (e ancora rinominata Dionysopolis dopo il ritrovamento di una statua di Dioniso in mare). Più tardi divenne una fortezza greco-bizantina e bulgara. Sotto l'Impero Ottomano la città acquisì il suo nome odierno, che potrebbe derivare dal condottiero Balik, oppure, secondo un'altra teoria, da una parola gagauza significante "piccola città".
Dopo la liberazione della Bulgaria nel 1878, Balčik si sviluppò quale centro di una ricca regione agricola, esportatrice di grano, porto industriale, città distrettuale, e successivamente come destinazione turistica.
La composizione etnica è gradualmente mutata da una maggioranza gaugaza e tartaro-turca a una predominanza bulgara. Secondo una ricerca della storica bulgara Rajna Gavrilova la popolazione bulgara prima del 1878 era solo intorno al 10%, ma il censimento del 2011 riporta questa composizione: 
- Bulgari: 7,916 (72.9%)
- Turchi: 1,715 (15.8%)
- Rom: 954 (8.8%)
- Altri: 191 (1.8%)
- Indefinibili: 79 (0.7%)
- Non dichiarati: 755 (6.5%)

Dopo la Seconda Guerra Balcanica, nel 1913, la città fu rinominata Balcic e divenne parte del Regno di Romania. Fu riconquistata dalla Bulgaria durante la Prima Guerra Mondiale (1916-1919), ma la Romania impose nuovamente la sua autorità quando le ostilità cessarono. Nel 1940, appena prima dello scoppio della Seconda Guerra Mondiale nella regione, Balčik fu ceduta alla Bulgaria dai termini del Trattato di Craiova.

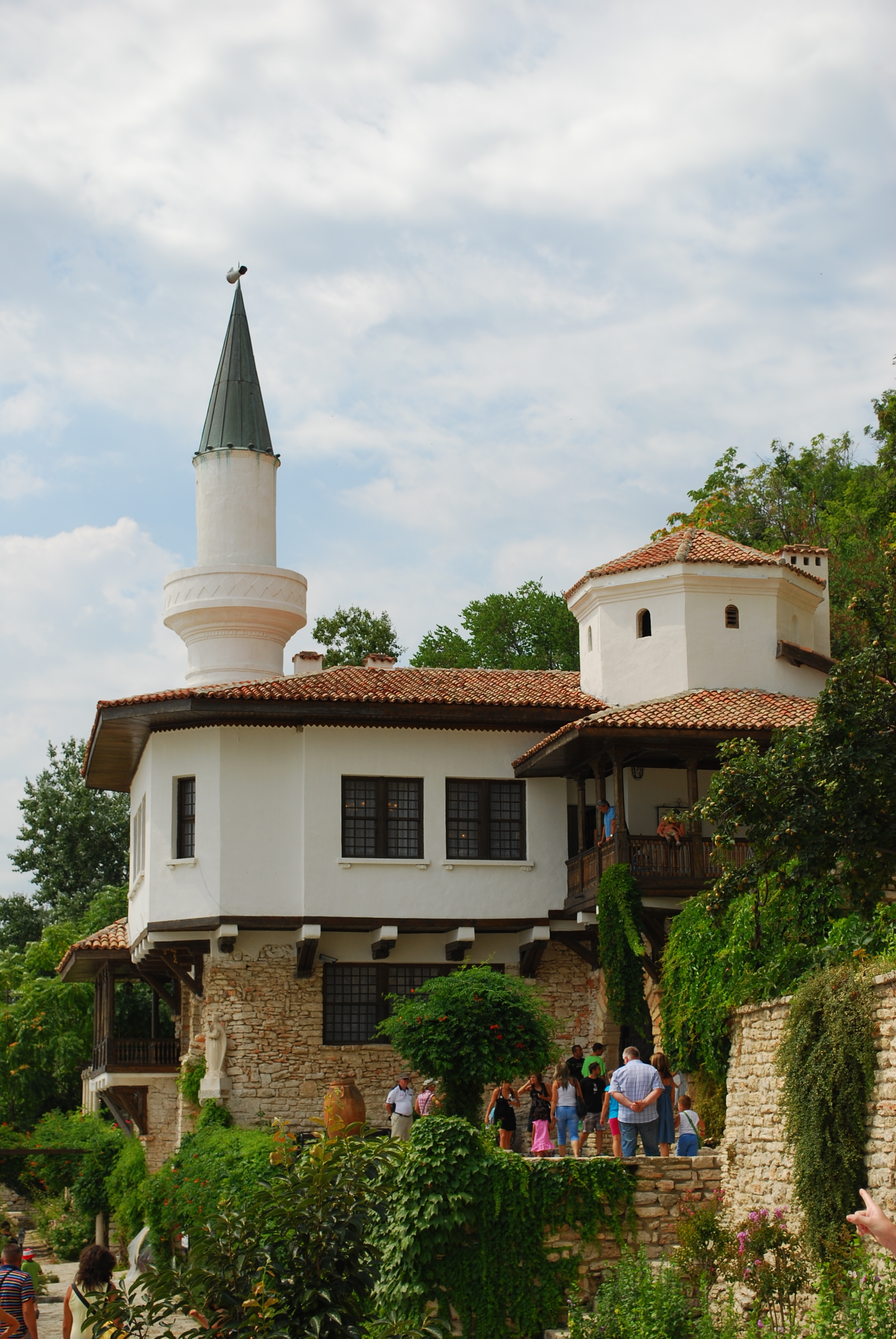
Palazzo di Balčik

Durante l'amministrazione rumena, il Palazzo di Balčik era la residenza favorita dalla Regina Maria di Romania e dai suoi familiari più stretti. La città è il sito della villa orientale di Maria, il luogo dove, secondo le sue ultime volontà, fu custodito il suo cuore, fino al 1940 (anno del Trattato di Craiova), quando fu trasferito al Castello di Bran, nella Romania centrale. Oggi il Palazzo di Balčik e l'adiacente giardino botanico sono i maggiori punti di interesse culturale della città.
Durante il periodo tra le due Guerre, Balčik fu anche destinazione di alcuni pittori dell'avanguardia rumena, come mostra tuttora il nome della scuola informale di pittura post-impressionista - la Scuola di Pittura di Balcic - che fu centrale per lo sviluppo della pittura rumena del XX secolo. Molti dei lavori degli artisti di tale scuola rappresentano le case della città e gli abitanti turchi, così come il mare e la costa antistante.

## Arte e cultura
Il palazzo e il giardino botanico di Balčik, riuniti in un complesso architettonico con annesso un parco, sono un'attrazione turistica celebre della costa bulgara del Mar Nero. Il palazzo fu progettato da architetti italiani e i lavori iniziarono nel 1924. Uno dei primi edifici fu la villa "Tenha Yuvah" ("nido solitario") della regina. Negli anni seguenti furono costruiti nuove ville, una cappella ortodossa, un ninfeo, patii interni in stile moresco, una fontana in stile rinascimentale decorata con medaglioni di marmo con creature mitologiche. Lo stile architettonico combina elementi proto-bulgari, gotici, orientali e moreschi. Anche nei giardini si rileva la commistione di diversi stili, culture e credenze. Il merito di questo gusto eclettico si deve alla regina - una seguace della religione Baha'i, che predica l'unità tra fedi, Dio e l'intera Umanità. 

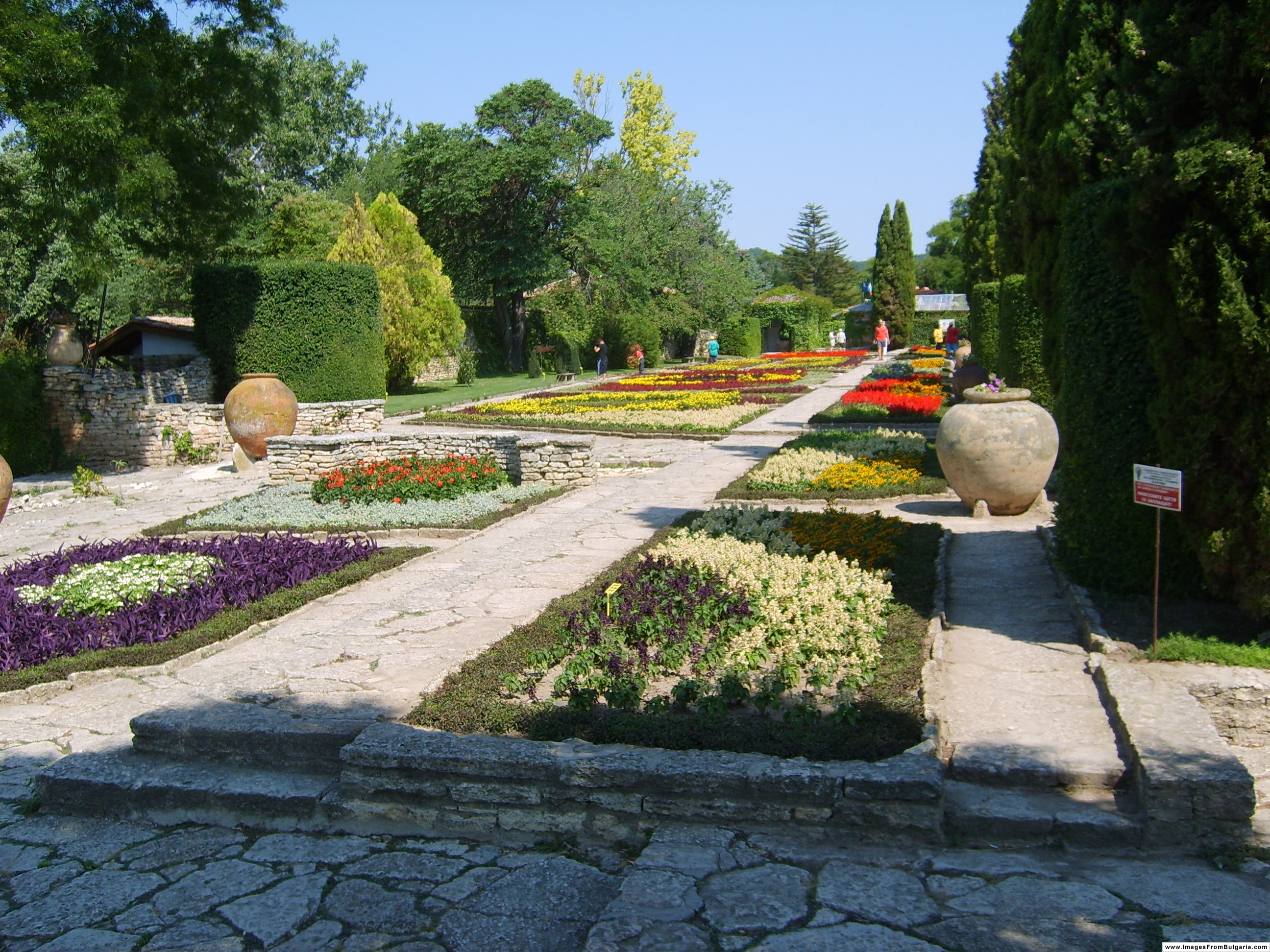
Giardini del Palazzo

La residenza fu completata nel 1936, due anni prima della morte della regina Maria. Come parte della residenza nel 1926 il botanico svizzero Jules Jani progettò e costruì il parco. Ventinove anni dopo l'Università di Sofia San Clemente di Ocrida creò al suo interno il giardino botanico, che misura circa 6500 m²; oggi vi sono più di 2000 specie di piante da 85 diverse famiglie e oltre 800 generi.
Il giardino è famoso in tutto il mondo per la sua unica collezione di cactus giganti, la quale è la seconda di questo genere in tutta Europa, dopo quella di Monaco. Vi sono anche collezioni di piante succulente, alcune delle quali fioriscono una volta ogni 100 anni, bellissimi gigli d'acqua, magnolie e piante stagionali. La villa dove viveva la regina ospita una mostra-museo, con i suoi oggetti personali, fotografie, documenti e una collezione di dipinti originali e di icone; antiche stoviglie trovate durante scavi archeologici in tumuli traci e armi del periodo rinascimentale. L'ingresso che un tempo era la biblioteca della residenza è ora una galleria di dipinti di artisti bulgari e stranieri.

## Località
Il comune è formato dall'insieme delle seguenti località:
- Balčik (sede comunale)
- Bezvodica
- Bobovec
- Brjastovo
- Caričino
- Cărkva
- Dăbrava
- Dropla
- Gurkovo
- Hrabrovo
- Karvuna
- Kranevo
- Kremena
- Ljahovo
- Obročište
- Prespa
- Rogačevo
- Senokos
- Sokolovo
- Stražica
- Trigorci
- Zmeevo